# Buick Opel
Der Buick Opel war ein von den amerikanischen Buick-Händlern von 1976 bis 1979 vertriebenes importiertes Modell der Mittelklasse, der teils auch unter der Bezeichnung Opel Isuzu angeboten wurde. 
Beim Buick Opel handelte es sich um die US-Exportversion des Isuzu Gemini, der zur weitverzweigten GM-Modellfamilie auf Basis der T-Plattform von 1973 gehörte; damit war der Buick Opel unter anderem mit dem Opel Kadett C und der Chevrolet Chevette verwandt. Allerdings verbaute Isuzu eigene Motoren und gestaltete den Innenraum seiner Modelle gänzlich anders; die Karosserien entsprachen aber weitgehend dem Kadett C. 

## Modellgeschichte
Im April 1976 wurde der Buick Opel auf dem amerikanischen Markt eingeführt. Er diente als Ersatz für die ab Herbst 1975 nicht mehr importierten deutschen Opel-Modelle Ascona und Manta, die aufgrund von Wechselkursschwankungen zu teuer geworden waren. 
Angeboten wurde der Buick Opel anfangs nur als zweitüriges Fließheckcoupé in Basis- und Deluxe-Ausführung, letztere mit Zusatzinstrumenten, Chromleisten um die Fenster und an den Schwellern sowie Stoßstangenhörnern. 
Zum Modelljahr 1977 kam eine viertürige Limousine hinzu, im Jahr darauf eine Sport Coupe genannte Variante des Coupés, deren Lieferumfang Stoßstangen in Karosseriefarbe, mattschwarze Zierteile, Frontspoiler, Sportstahlfelgen und schwarze Zierstreifen umfasste. 
Angetrieben wurden sämtliche Modelle vom Isuzu-eigenen 1,8-Liter-Vierzylinder, der mit einem Doppelvergaser ausgerüstet auf 81 DIN-PS (60 kW) kam. Serienmäßig war ein Viergang-Schaltgetriebe, gegen Aufpreis gab es Fünfganggetriebe oder Dreistufen-Automatik. 
Bis Herbst 1979 wurden etwa 60.000 Buick Opel verkauft, danach übernahm Isuzu den USA-Export in Eigenregie und bot ab 1980 den Gemini als Isuzu I-Mark in den USA an. 